# Claudio Circhetta
Claudio Circhetta (Muttenz, 1970. november 18. –) svájci nemzetközi labdarúgó-játékvezető. Polgári foglalkozása autó értékesítő, sportvezető.

## Pályafutása

### Nemzeti játékvezetés
A játékvezetésből 1988-ban vizsgázott, 2000-ben lett a Super League játékvezetője. A nemzeti játékvezetéstől 2010-ben vonult vissza. Super League mérkőzéseinek száma: 101.

### Nemzetközi játékvezetés
A Svájci labdarúgó-szövetség Játékvezető Bizottsága (JB) terjesztette fel nemzetközi játékvezetőnek, a Nemzetközi Labdarúgó-szövetség (FIFA) 2005-től tartotta nyilván bírói keretében. Több nemzetek közötti válogatott és klubmérkőzést vezetett, vagy működő társának 4. bíróként segített. FIFA JB besorolás szerint első kategóriás bíró. A svájci nemzetközi játékvezetők rangsorában, a világbajnokság-Európa-bajnokság sorrendjében többedmagával a 11. helyet foglalja el 4 találkozó szolgálatával. Az aktív nemzetközi játékvezetéstől 2010-ben búcsúzott. Válogatott mérkőzéseinek száma: 12.

#### Világbajnokság
A világbajnoki döntőhöz vezető úton Dél-Afrikába a XIX., a 2010-es labdarúgó-világbajnokságra a FIFA JB bíróként alkalmazta.

##### Selejtező mérkőzés
| Időpont           | Helyszín                | Mérkőzés típusa           | Mérkőzés                | Eredmény | Nézők száma |
| ----------------- | ----------------------- | ------------------------- | ----------------------- | -------- | ----------- |
| 2008. október 11. | Népstadion, Budapest    | előselejtező (1. csoport) | Magyarország–Albánia    | 2 – 0    | 18 000      |
| 2009. október 14. | Városi Stadion, Asztana | előselejtező (6. csoport) | Kazahsztán–Horvátország | 1 – 2    | 10 250      |

#### Európa-bajnokság
Ausztria rendezte a 2007-es U19-es labdarúgó-Európa-bajnokságot, ahol a FIFA/UEFA JB bíróként alkalmazta.
| Időpont          | Helyszín                      | Mérkőzés típusa              | Mérkőzés                  | Eredmény |
| ---------------- | ----------------------------- | ---------------------------- | ------------------------- | -------- |
| 2007. július 18. | Waldstadion Stadion, Pasching | csoportmérkőzés (A. csoport) | Ausztria–Görögország      | 1 – 1    |
| 2007. július 21. | Waldstadion Stadion, Pasching | csoportmérkőzés (B. csoport) | Szerbia–Németország       | 2 – 3    |
| 2007. július 27. | Linzer Stadion, Linz          | döntő                        | Spanyolország–Görögország | 1 – 0    |

---
Az európai labdarúgó torna döntőjéhez vezető úton Ausztriába és Svájcba a XIII., a 2008-as labdarúgó-Európa-bajnokságra illetve Ukrajnába és Lengyelországba a XIV., a 2012-es labdarúgó-Európa-bajnokságra az UEFA JB játékvezetőként foglalkoztatta.

##### 2008-as labdarúgó-Európa-bajnokság

###### Selejtező mérkőzés
| Időpont         | Helyszín                           | Mérkőzés típusa           | Mérkőzés        | Eredmény | Nézők száma |
| --------------- | ---------------------------------- | ------------------------- | --------------- | -------- | ----------- |
| 2007. június 2. | Darius and Girėnas Stadion, Kaunas | előselejtező (B. csoport) | Litvánia–Grúzia | 1 – 0    | 6000        |

##### 2012-es labdarúgó-Európa-bajnokság

###### Selejtező mérkőzés
| Időpont             | Helyszín                     | Mérkőzés típusa           | Mérkőzés            | Eredmény | Nézők száma |
| ------------------- | ---------------------------- | ------------------------- | ------------------- | -------- | ----------- |
| 2010. szeptember 3. | Pasienky Stadion, Bratislava | előselejtező (B. csoport) | Szlovákia–Macedónia | 1 – 0    | 5980        |

## Magyar vonatkozás
| Időpont           | Helyszín              | Mérkőzés típusa              | Mérkőzés                   | Eredmény | Nézők száma |
| ----------------- | --------------------- | ---------------------------- | -------------------------- | -------- | ----------- |
| 2007. október 17. | Widzewa Stadion, Łódź | előselejtező (825. mérkőzés) | Lengyelország–Magyarország | 0 – 1    | 36 500      |

## Sportvezetőként
2010-től a Svájci Labdarúgó-szövetség Játékvezető Bizottságának (JB) főállású vezetője lett.